# Pervertissima
Pour plus de détails, voir Fiche technique et Distribution.
Pervertissima est un film franco-belge réalisé par Jean-Louis van Belle et sorti en 1972.

## Fiche technique
- Titre original français : Pervertissima ou Une femme[1]
- Réalisation : Jean-Louis van Belle
- Scénario : Jean-Louis van Belle
- Photographie : Jacques Lacourie
- Musique : Guy Bonnet
- Production : Marcel Jauniaux, Charles Van der Haeghen, André Samarcq
- Société de production : Cinévision, Productions L. Jaumiaux, Société Nouvelle des Acacias
- Pays de production :  Belgique •  France
- Langue originale : français
- Format : couleur • 35 mm
- Durée : 81 minutes (1 h 21)
- Genre : érotique
- Dates de sortie :
  - France : 1er mars 1972

## Distribution
- Maëlle Perthuisot : Françoise
- Albert Simono : Dr Vilard
- Charles Buhr
- Nadia Samir
- Natalie Perrey
- Jacques Lacourie
- Jean-Louis van Belle